# فوميكيري جيكان
فوميكيري جيكان (踏切時間، حرفيا. "وقت عبور السكة") هي سلسلة مانغا يابانية من تأليف يوشيمي ساتو. وقد تسلسلت لدى فوتاباشا في مجلة العمل الشهري للمانغا السينن منذ 2016، وقد تم جمعها في مجلّدين تانكوبون.سيتمّ إصدار سلسلة أنمي التلفزيون من طرف إيكاتشي إيبيلكا، عرض في 9 أبريل عام 2018 واستمر عرضه حتى 25 يونيو 2018.

## الشخصيات
آي
أداء صوتي: ساياكا سينبونغي
طومو
أداء صوتي: يوي أورغا
ماشيما
أداء صوتي: يزري كوماغاتا
تانايشي
أداء صوتي: كازوكي ماتسوناغا
مايساكي كوموبا
أداء صوتي: سوزونا كينوشيتا
تاكاشي كوموبا
أداء صوتي: ميتسوهيرو إيتشيكي
يوتاكو
أداء صوتي: يو أياسي
كيوروبي
أداء صوتي: ماريكو هوندا
الأستاذ
أداء صوتي: ياسوهيرو مامييا

## وصلات خارجية
- Official anime website
 (باليابانية)
- فوميكيري جيكان على موقع ANN anime (الإنجليزية)
- فوميكيري جيكان على موقع ANN manga (الإنجليزية)